# Астероромбусы
Астероромбусы, или звёздчатые ромбы (лат. Asterorhombus) — род донных лучепёрых рыб из семейства ботовых (Bothidae) отряда камбалообразных (Pleuronectiformes), обитающих в прибрежных водах Индо-Тихоокеанской области. Максимальная длина тела представителей рода от 10,5 (Asterorhombus filifer) до 20 см (Asterorhombus intermedius).

## Классификация
В род включают 3 вида:
- Asterorhombus cocosensis (Bleeker, 1855) — Фиджийский звёздчатый ромб
- Asterorhombus filifer Hensley & J. E. Randall, 2003
- Asterorhombus intermedius (Bleeker, 1865) — Индоокеанский астероромбус, или индоокеанский звёздчатый ромб